# Steingruberhaus

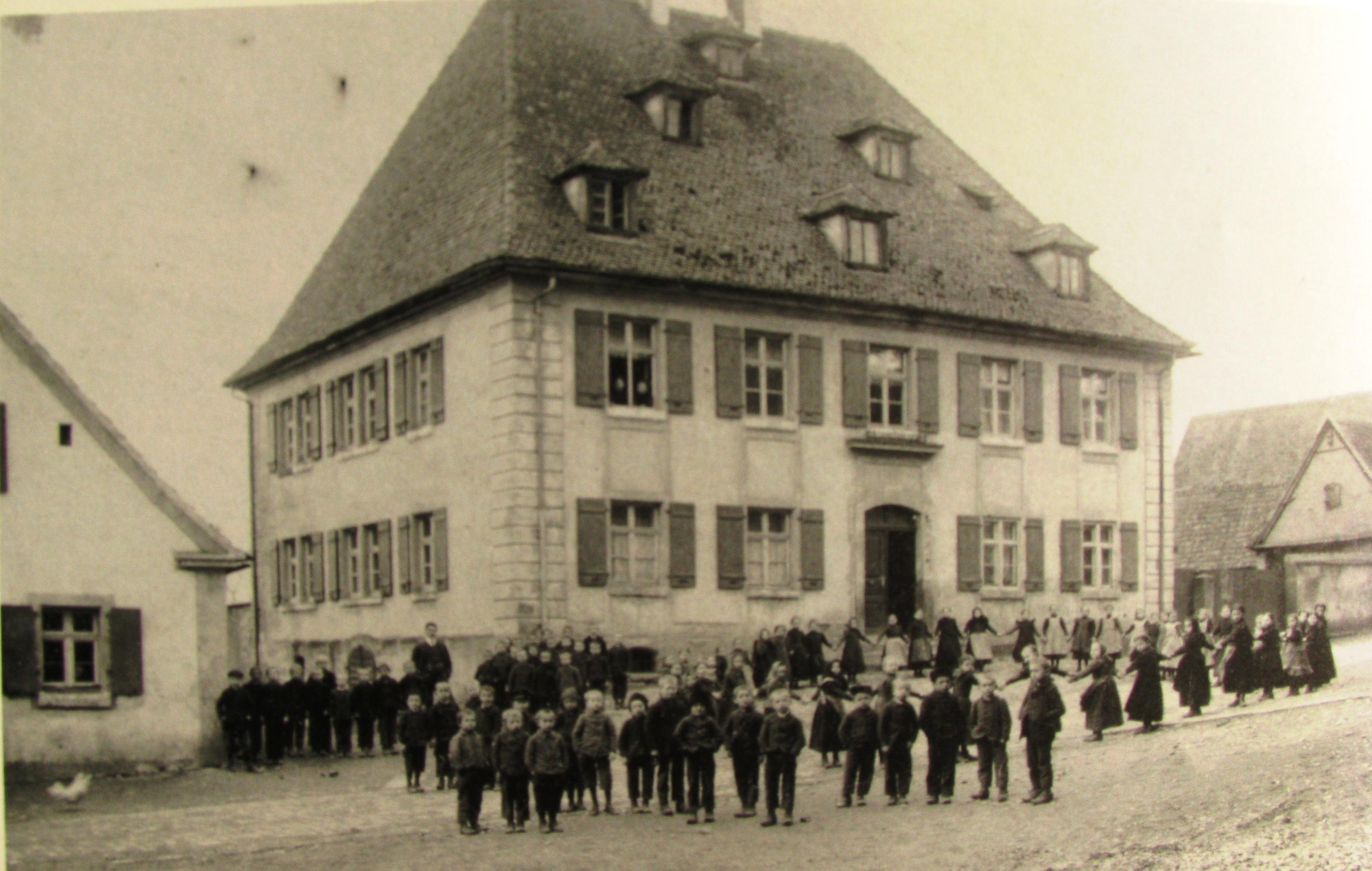
Steingruberhaus in Merkendorf (Nutzung als Schulhaus), 1910

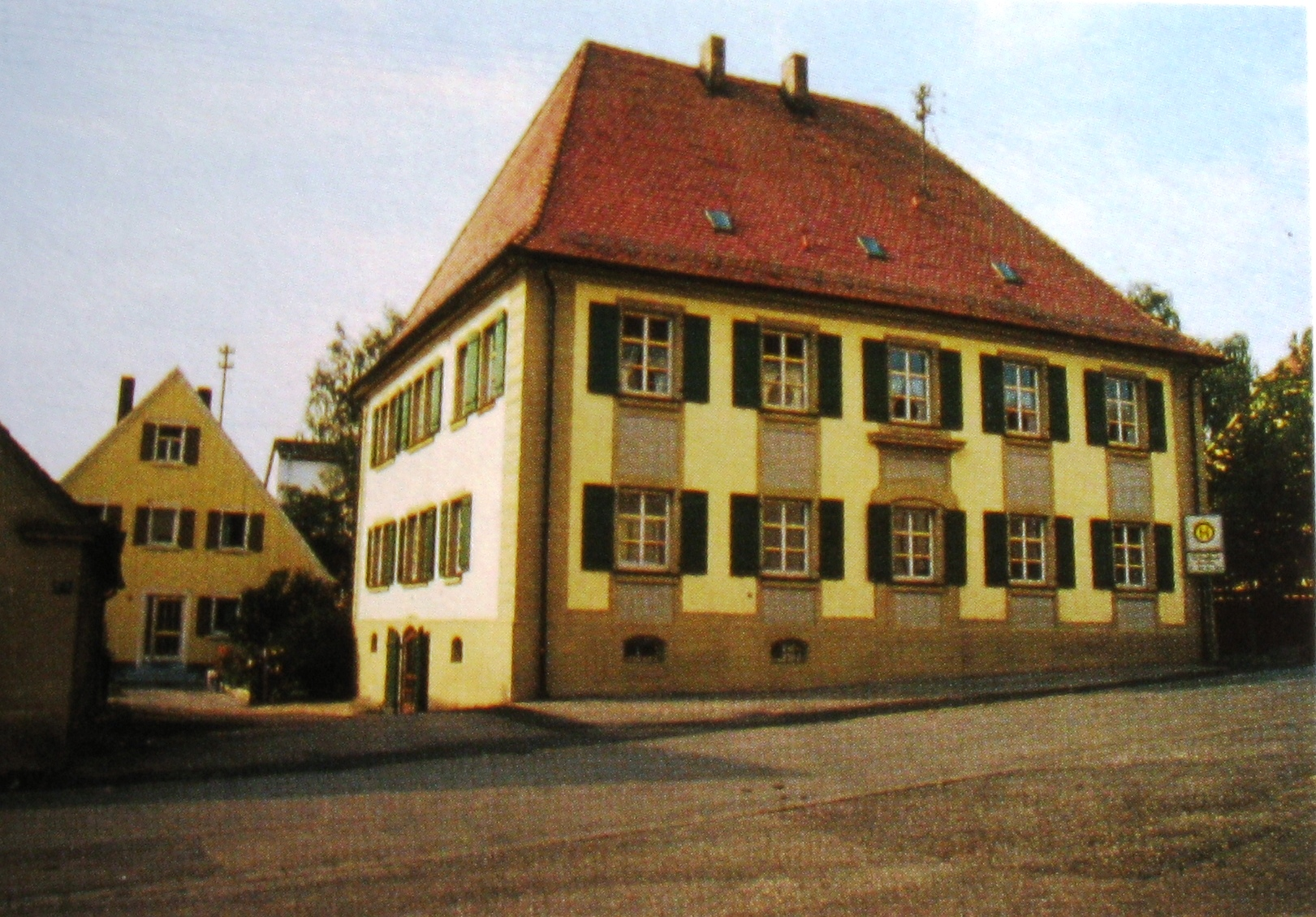
Steingruberhaus in Merkendorf (vor dem Umbau), 1980er

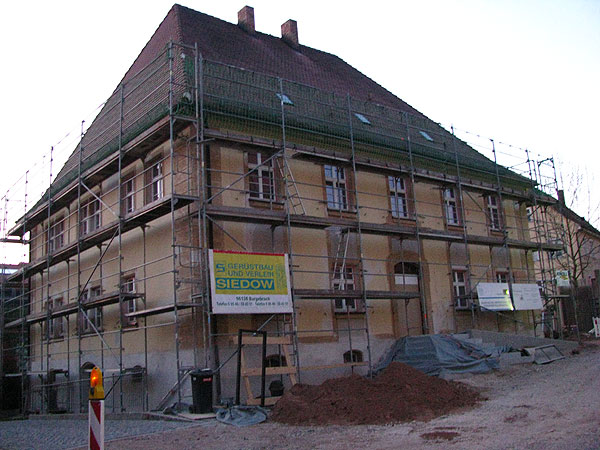
Steingruberhaus in Merkendorf (während des Umbaus), 2011

Das Steingruberhaus (früheres Fachschulhaus) ist ein zweigeschossiger Bau mit steilem Walmdach und Putzgliederung aus den Jahren 1742/43 in der Schulstraße 8 der Stadt Merkendorf im Fränkischen Seenland, Mittelfranken. 

## Bau
Das Gebäude wurde nach Plänen des Ansbacher Hofbaumeisters Johann David Steingruber errichtet, von dem sich auch der Name des Hauses ableitet. Es wurde nicht ursprünglich, wie lange Zeit angenommen, als Pfarrhaus, sondern als Amtshaus errichtet. 1798 ersteigerte das Haus ein Privatmann; 1877 erwarb es die Stadt Merkendorf für Schulzwecke zurück.

## Sanierung und Umbau
Nachdem das Steingruberhaus jahrelang leergestanden hatte, wurde 2009 ein Haus der Vereine geplant. Es wurden Räume für Tagungen der Stadt, für die Musikschule Rezat-Mönchswald aus Windsbach und für örtliche Vereine geschaffen. Der Umbau wurde mit einem Betrag von 150.000 Euro aus dem Konjunkturpaket II bezuschusst. Die Arbeiten begannen 2010 und wurden 2011 abgeschlossen. 
Das Steingruberhaus mit Stadtgarten, Stadthof und Stadthaus (ehemalige Hauptschule mit behindertengerechten Wohnungen) wurde zu den 11. Bayerischen Tagen der Dorfkultur vom 15. bis 17. Juli 2011 feierlich eingeweiht.
2013 wurde das Steingruberhaus mit der Denkmalschutzmedaille des Bezirks Mittelfranken für die gelungene Sanierung ausgezeichnet.